# Olszyny (Czerwona)
Olszyny – część wsi Czerwona w Polsce położona w województwie mazowieckim, w powiecie lipskim, w gminie Ciepielów.
W latach 1975–1998 Olszyny administracyjnie należały do województwa radomskiego.